# NGC 5178
NGC 5178 (другие обозначения — UGC 8478, MCG 2-34-22, ZWG 72.93, PGC 47358) — галактика в созвездии Дева.
Этот объект входит в число перечисленных в оригинальной редакции «Нового общего каталога».